# Рогозиново
Рогозиново е село в Южна България. То се намира в община Харманли, област Хасково.

## География
Рогозиново се намира на 7 км източно от Харманли, на левия бряг на река Марица. Селото е разположено на 2 километра от реката в предхълмията на Сакар. На 1 километър от пътя за Цариград /Е-80/.

## История
Старото име на селото е Хасърли, от турски език хасър – рогозка, което дава сегашното име на селото. Селото е премествано 2-3 пъти бягайки от набезите на прибиращите се към Цариград турци. . Населението се е препитавало от земеделие и животновъдство, в сегашно време поради близостта до град Харманли повечето хора са се преселили там, търсейки работа.

## Религии
Няма друга религия освен източно православното християнство. Храмът „Свети Георги“ в селото е строен в 1848 г. Сега възстановен и поддържан с редовни служби за жителите. Принадлежи към Старозагорската Епархия.

## Културни и природни забележителности
Местността „Кутела“, където местните жители посрещат идването на пролетта.
Местността „Големите камъни“ край селото с красиви и причудливи природни форми.
Река Марица която в този район става доста пълноводна, навремето имаше гемия с която се ходеше в отстрешното село Бисер.
Местността Бакаджик, над селото от където при ясно време се е виждал град Одрин.
От 2021г. По инициатива на отец Максим и със съдействието на кмета на селото и НЧ(Христо Смирненски) 
се провежда традиционно отбелязване на кръстов ден в месноста кръста.

## Личности
Родени в Рогозиново
- Димо Костов – състезател по борба носител на бронзов медал от Летни Олимпийски Игри „Монреал-1976 г.“
- Георги Янев – известен местен художник
- Васко Сидеров – Общински съветник в град. Харманли.
- Господин Ангелов – Доцент в Национална Спортна Академия Васил Левски